# 释真达
释真达（1870年—1947年10月），俗姓胡，字真达，名惟通，号体范、逸人，安徽歙县人，近代僧人。

## 生平
真达法师出生于歙县，其族人胡开文为制墨大师，父母也以制墨为业。17岁时，父母双亡的他离开家乡，前往苏州跟随一南货商人。19岁时，他前往普陀山三圣堂，依峭严法师出家为僧。次年，在宁波凤凰山白云寺受戒。不久出任三圣堂方丈。后在普陀山法雨寺结识印光法师，二人遂成莫逆之交。1910年，出任苏州灵岩山寺住持。1914年，在上海兴建太平寺，以作为三圣堂下院，并邀印光法师到此卓锡。1928年，兼任苏州报国寺住持。此后，他请来戒尘、慈舟、妙真先后出任灵岩山寺住持，协助印光法师将灵岩山寺兴办为近代著名的净土宗道场。1947年10月，真达法师在上海太平寺圆寂，世寿78岁，僧腊60载。